# Babani Koné
Pour les articles homonymes, voir Koné.
Fatoumata Koné, dite Babani Koné, née en 1968 à Ségou au Mali, est une compositrice et une chanteuse malienne, chantant en bambara.

## Biographie
Babani Koné est une artiste célèbre malienne née à Ségou.
Fille d'un père griot et d'une mère griotte, elle fait son apprentissage dès son plus jeune âge auprès de sa grand-mère Awa Koné. Celle-ci, griotte elle aussi, l’emmène avec elle dans les cérémonies. Elle débute très tôt dans le chant, participe à des animations scolaires ou inter-quartiers, et intègre le mouvement des Pionniers du Mali. Bientôt, elle se produit sur scène. Elle participe en 1983 au Festival Étoiles d'Afrique à Abidjan, puis à la Biennale Artistique et Culturelle du mali de 1984. En 1989, elle est invitée avec Toumani Diabaté au Festival de musique folk de Dranouter en Belgique. Puis elle  enregistre deux albums : Sanou Djala et Barika, qui figurent rapidement dans les meilleures ventes du pays,.
En 1999, elle termine le programme du Festival Africolor en France, avec une prestation remarquée. En 2004, elle est primée au Festival World Culture Open, de Séoul, en Corée du Sud. En 2006, elle participe à une tournée en Grande-Bretagne, avec quelques artistes, intitulée Les Dangereuses/The Asian Music Circuit, et est invitée en 2007 à l'enregistrement d'un album de Mokobé, mon Afrique. En 2008, elle est présente sur scène au Festival SFINKS à Anvers, et est honorée, cette même année 2008, du  Tamani d'Or du meilleur artiste du Mali, et du Tamani de la meilleure artiste féminine 2008 du Mali.
Elle continue à participer à des manifestations musicales internationales, et est ainsi présente à La Nuit des Divas Africaines au Zénith de Paris en mai 2009,  à la 12e édition du Festival des Gnaouas au Maroc, en juin 2009, à la 5e édition du Festival Mûsîqât en octobre 2010 en Tunisie, etc.

## Discographie
- 1996 : Sanou Djala
- 1998 : Barika
- 2004 : Yelema
- 2010 : Maliba
- 2020 : Babani Koné